# Hatting Herred

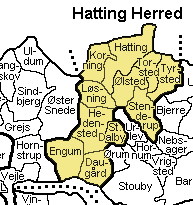
Hatting Herred

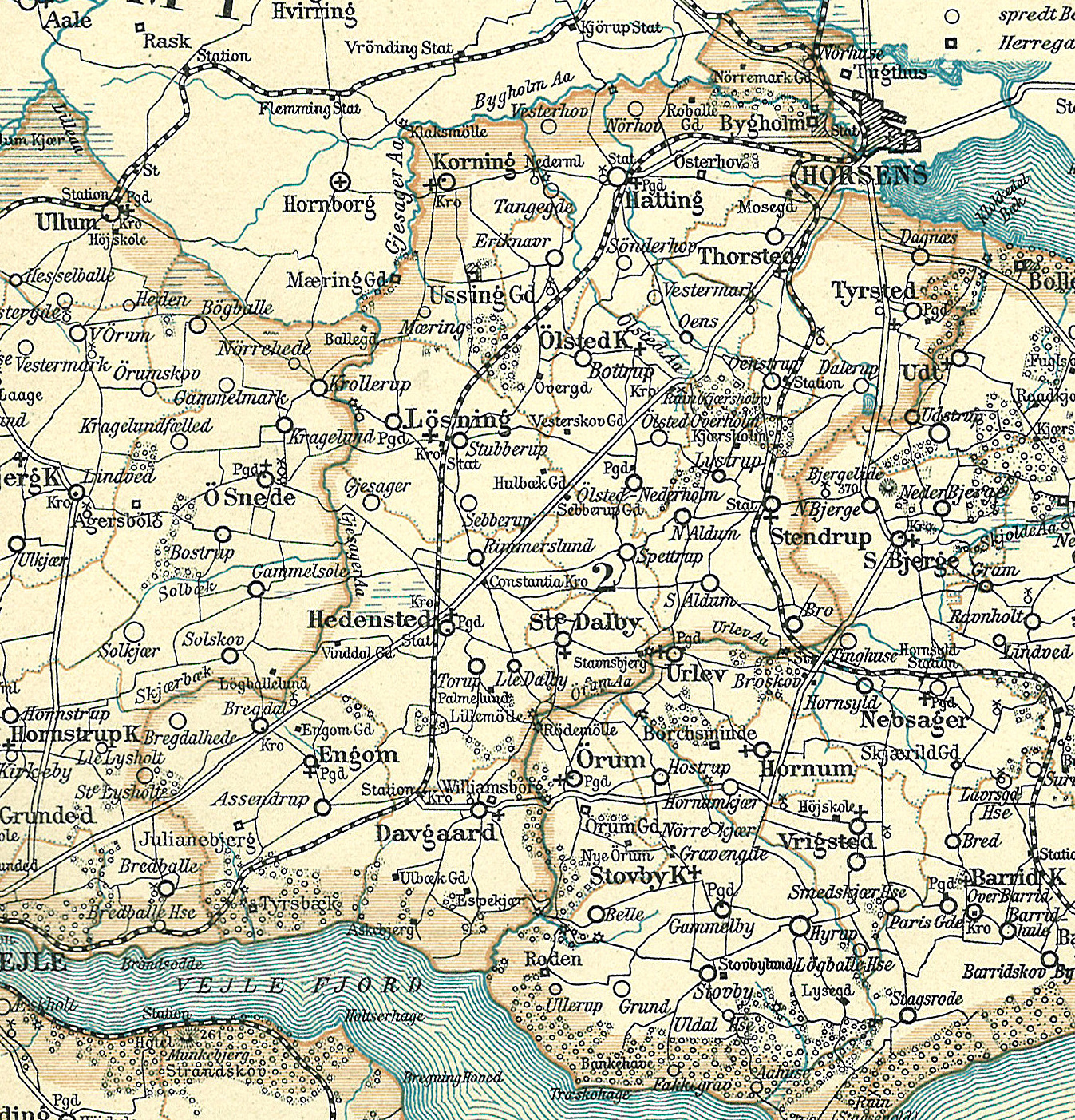
Hatting Herred rond 1900

Hatting Herred was een herred in het voormalige Vejle Amt. In Kong Valdemars Jordebog wordt Hatting vermeld als Hattynghæreth. Bij de bestuurlijke reorganisatie van Denemarken in 1970 werd het gebied deel van de nieuwe provincie Vejle.

## Parochies
Hatting omvatte 11 parochies
- Daugård
- Engum
- Hatting
- Hedensted
- Korning
- Løsning
- Stenderup
- Store Dalby
- Torsted
- Tyrsted
- Ølsted